# Allan Drost
Allan Drost (født 21. oktober 1975) er en dansk fodboldtræner og er fra januar 2025 ansat som cheftræner for KÍ Klaksvik Women i den bedste Færøske række. Han har tidligere været cheftræner og Manager for Kolding IF Women  som spiller i den bedste danske fodboldrække for kvinder, Gjensidige Kvindeligaen samt været cheftræner for FC Thy - Thisted Q hvor han i foråret 2021 sammen med holdet og den øvrige stab sikrede klubbens til dato største triumf i form af sejr i DBU's Landspokalturnering for Kvinder 2020/2021 med en overraskende finalesejr  på 2-1 over Brøndby IF hjemme på Sparekassen Thy Arena.
Han har igennem størstedelen af sin trænerkarriere trænet piger og kvinder på såvel senior som højeste ungdoms-niveau. Således var han inden tiltrædelsen i FC Thy - Thisted Q cheftræner for Vejle Boldklubs bedste kvindehold samt i 2018 for Varde IFs kvinder der på det tidspunkt spillede med om kvalifikation til den bedste række.
På ungdoms-niveau var han i 2017 cheftræner for Team Viborg der sluttede sæsonen med DM sølvmedaljer. Han har desuden i 2012 prøvet kræfter med brasiliansk fodbold hvor han var tilknyttet klubben Joinville EC som assistenttræner - en klub som på daværende tidspunkt spillede i den brasilianske serie B.
Uddannelsesmæssigt er Allan i besiddelse af UEFA's Pro-licens. Herudover har han en M.Sc. i International Business & Modern Languages (Cand. Negot) fra SDU - Odense Universitet. Ved siden af fodboldtrænergerningen har han i en årrække været beskæftige indenfor HR og rekruttering og har i den sammenhæng arbejdet med blandt andet ledelse, lederudvilking, karrierecoaching m.m.

## Titler
Lanspokalturneringen
- Vinder: 2020-21